# Léandre Lozouet
Léandre Lozouet (Cherbourg-Octeville, 3 september 2004) is een Frans wielrenner.

## Carrière
Als tweedejaars junior, in 2022, werd Lozouet onder meer derde in Parijs-Roubaix en negende in de E3 Saxo Bank Classic. Later dat jaar maakte hij deel uit van de selectie die de ploegentijdrit in Aubel-Thimister-Stavelot won.
In 2024, als tweedejaars belofte, maakte Lozouet de overstap naar de opleidingsploeg van Arkéa-B&B Hotels. Namens de hoofdmacht van de ploeg werd hij dat jaar onder meer zeventiende in de Ronde van Keulen. In september van dat jaar werd hij, achter Huub Artz en Niklas Behrens, derde in de wegwedstrijd voor beloften op het Europese kampioenschap.
In 2025 werd Lozouet prof bij Arkéa-B&B Hotels, dat hem na één jaar overhevelde vanuit hun opleidingsploeg. Zijn debuut in de World Tour maakte hij eind maart, toen hij aan de start stond van de Classic Brugge-De Panne. In april nam hij deel aan zowel de Ronde van Vlaanderen als Parijs-Roubaix.

## Palmares

### Overwinningen
2022
2e etappe deel A Aubel-Thimister-Stavelot (ploegentijdrit)

### Resultaten in voornaamste wedstrijden
| Jaar | Gent-Wevelgem | Ronde van Vlaanderen | Parijs-Roubaix |
| ---- | ------------- | -------------------- | -------------- |
| 2025 | opgave        | 105e                 | opgave         |

## Ploegen
- 2024 –  Arkéa-B&B Hotels Continentale
- 2025 –  Arkéa-B&B Hotels

Biermans · Capiot · Costiou · Delaplace · Démare · Epis · García Pierna · Gesbert · Grondin · T. Guernalec · V. Guernalec · Guglielmi · Huys · Le Berre · Lozouet · Mozzato · Ries · Rodríguez · Rouland · Scotson · Sénéchal · Svestad-Bårdseng · Thierry · Tjøtta · Vauquelin · Venturini · Verre